# Tongeren
Tongeren (tiếng Pháp: Tongres, tiếng Đức: Tongern) là một thành phố và đô thị ở tỉnh Limburg, Flanders, Bỉ. Tongeren là thị xã cổ nhất ở Bỉ. 

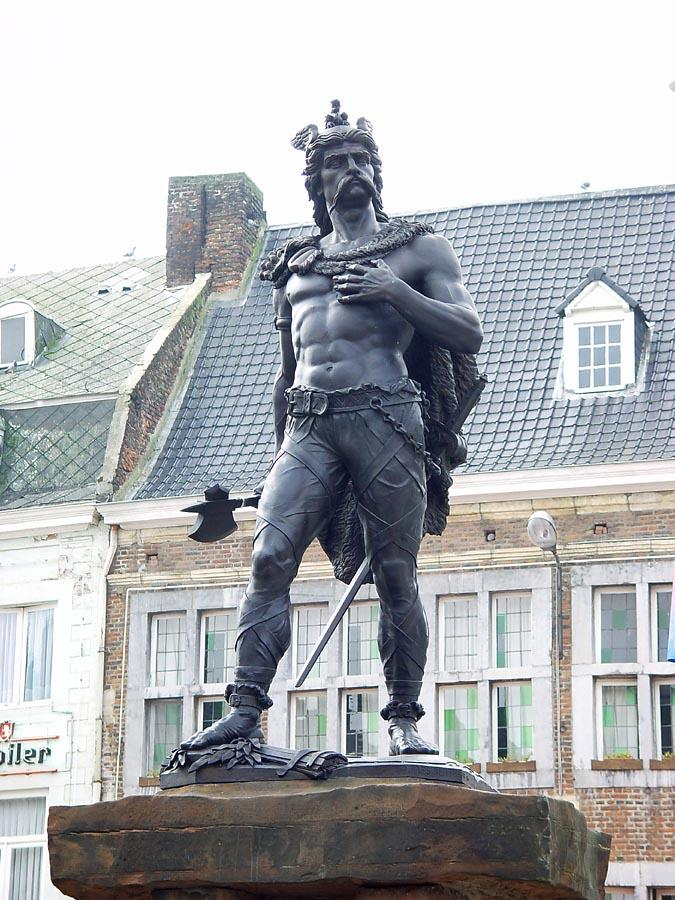
Ambiorix